# The Mighty Microscope
The Mighty Microscope è il centotrentesimo album in studio del chitarrista statunitense Buckethead, pubblicato il 31 dicembre 2014 dalla Hatboxghost Music.

## Descrizione
Centesimo disco appartenente alla serie "Buckethead Pikes", The Mighty Microscope è uscito in contemporanea al successivo In the Hollow Hills, divenendo gli ultimi dischi pubblicati dal chitarrista nel 2014.

## Tracce
Musiche di Buckethead.
1. The Mighty Microscope – 13:57
2. Phase Yellow – 5:21
3. Inner Space – 10:41

## Formazione
- Buckethead – chitarra, basso, programmazione